# 시외버스

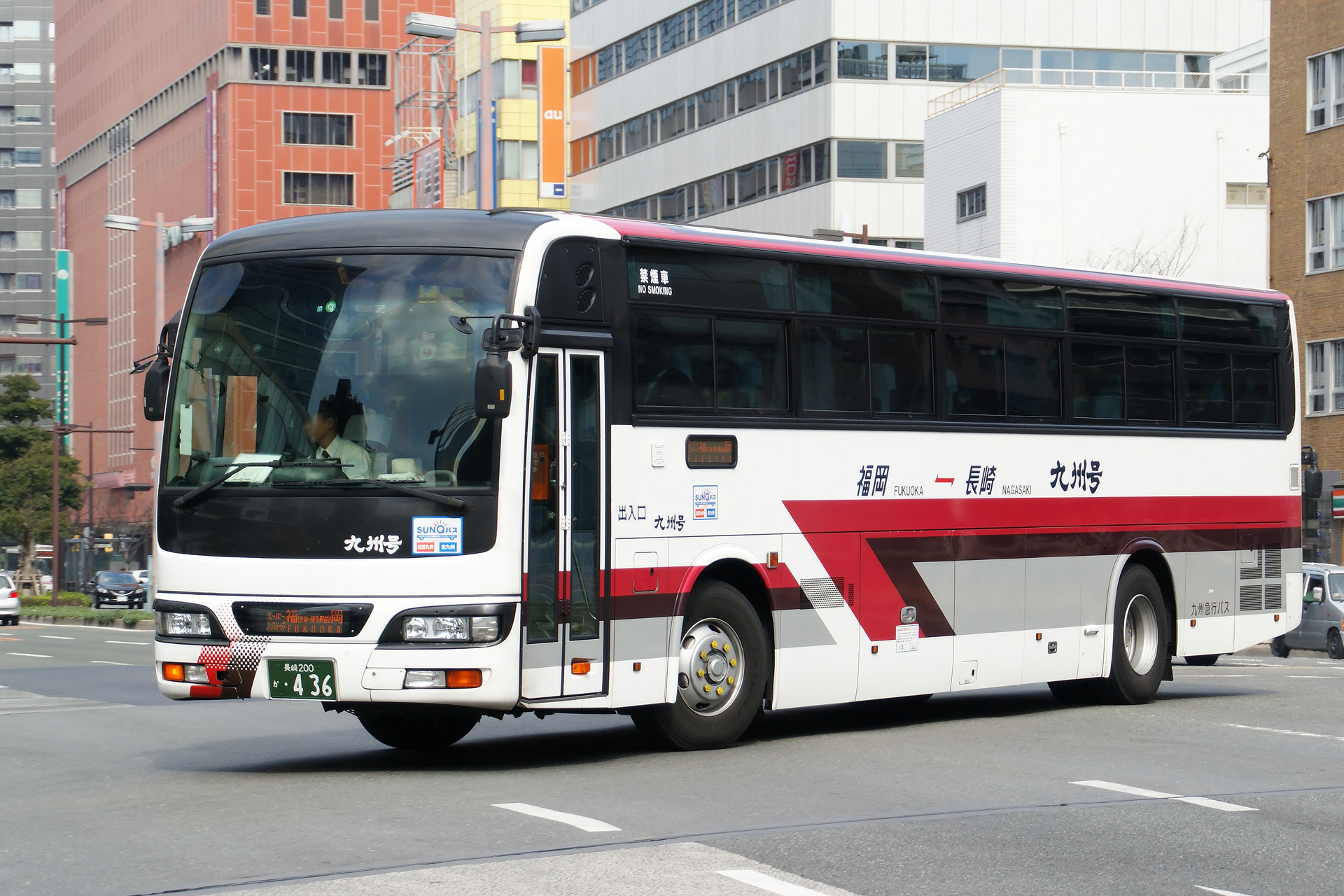
닛산 디젤 스페이스 소속 규슈호 고속버스 차량으로 소속 운수사는 규슈 고속버스소속이다. 차0か・436이다.

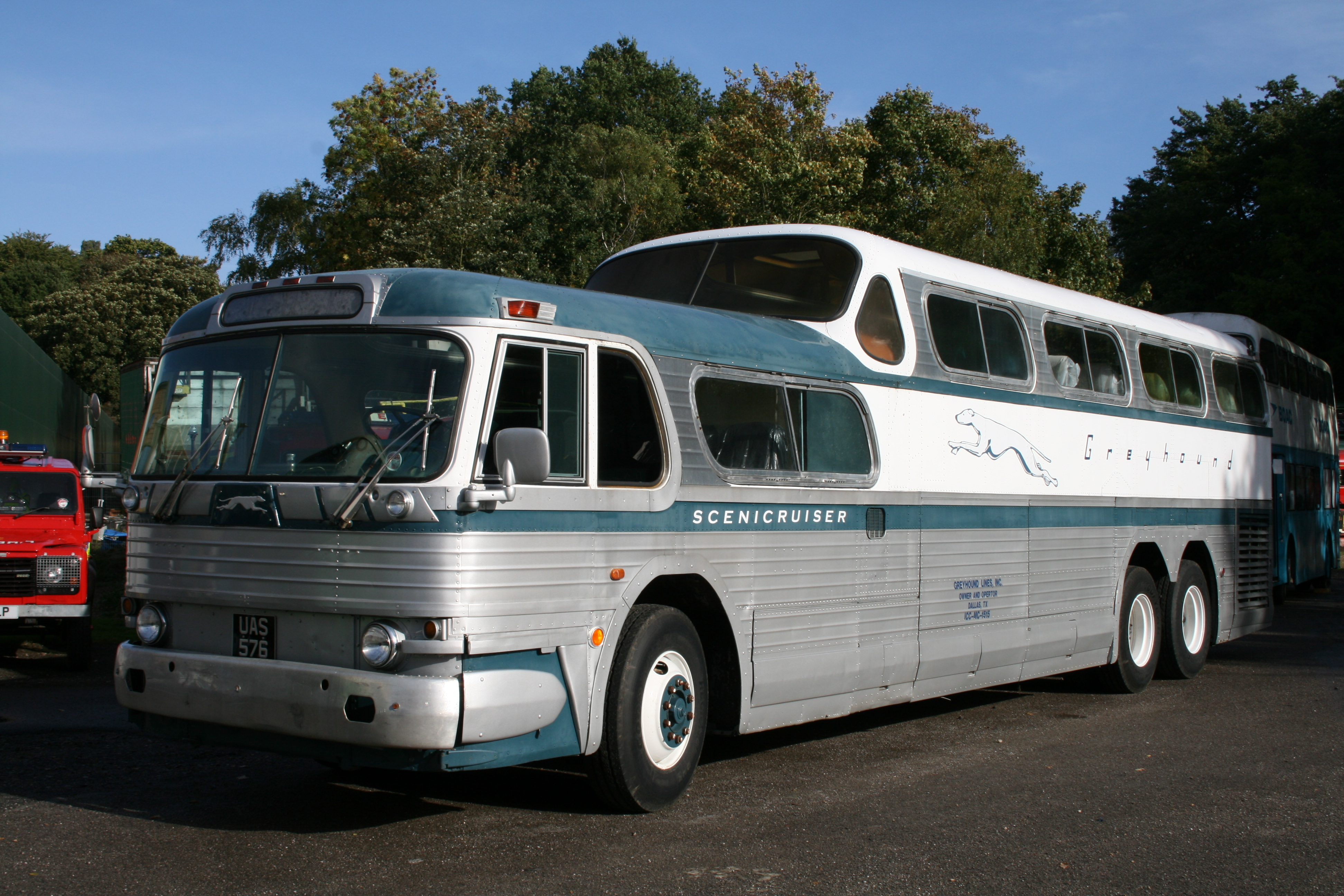
미국의 그레이하운드 소속 고속버스

시외버스(市外 - , 영어: intercity bus)는 둘 이상의 지역을 연결하는 버스를 통칭하는 말이다. 고속형 시외버스는 고속버스(高速 -, 영어: express bus)라고도 부른다.

## 규정
대한민국의 관계 법령에서는 세부적으로 시외버스를 고속형, 직행형, 일반형 등으로 나누고 있다. 각 운행 형태에 따른 규정은 다음과 같다.
- 시외고속형 : 법규에 맞는 시외고속버스(고속버스)와 시외우등고속버스(우등고속버스)로 운행하며, 운행거리가 100km 이상이고 운행구간의 60퍼센트 이상을 고속도로로 운행하며, 노선 중간에 정차하지 않는다. 고속도로변의 정류장에 정차하거나 기점·종점이 있는 자치단체의 행정구역 내에 각 1개소씩 중간정차장을 지정받아 정차할 수 있다. 이때 중간정차장부터 중간정차장까지 가는 승객은 태울 수 없으며, 고속도로 휴게소에서는 환승 가능하다. (보기를 들어, 인천→정안휴게소→나주와 같이 고속버스가 없는 노선을 갈아 탈 수 있는 조건 마련)

- 시외직행형 : 시외직행버스로 운행하며, 기점·종점이 있는 자치단체의 행정구역이 아니라 다른 행정구역에 1개소 이상 중간정차장을 지정받아 정차할 수 있다. 운행거리가 100km 미만이거나 고속도로 운행구간이 60퍼센트 미만이면 중간 정류소에 정차하지 않고 운행할 수 있다.[3] 중간 정류소의 개수는 관할 자치단체에서 조정할 수 있다.
- 흔히 ‘무정차’로‘미정차’로 불리는 것이 이 형태다.

- 시외일반형 : 시외일반버스를 사용하여 모든 정류소에 정차하면서 운행한다.
- ‘시외일반형버스 ’시외급행버스 시외완행버스 으로 불리는 것이 이 형태에 해당되나 이 지역을 오가는 해당 시외일반버스들 중 대다수가 중·단거리 노선 중심의 시내버스와 농어촌버스로 변경되었다.

## 고속버스
- 원칙적으로 고속버스는 전국고속버스운송사업조합에 소속된 8개 회사(금호고속, 동부고속, 동양고속, 삼화고속, 속리산고속, 중앙고속, 천일고속, 한일고속)의 노선과 차량만을 이른다.
- 실무적으로는 다음과 같은 경우로 인해 고속버스와 시외버스 경계 영역이 명확하지 않은 경우도 간혹 있다:
  - 고속버스 면허 노선에 공동 운행 형식으로 시외버스 회사의 차량도 운행하는 경우(경남여객의 용인 - 부산간 노선 등)
  - 지역 토착업체의 시외버스 면허 노선과 경쟁하는 등의 경우(서울 - 진주 등)
  - 시외버스 회사의 명칭에 "고속"이라는 단어를 사용하는 등의 경우(강원고속, 진흥고속, 용남고속 등)
  - 전국고속버스운송사업조합 소속 회사 면허의 시외버스(삼화고속의 부천 - 강진 등)
  - 고속버스의 전산망을 차용하여 발매하는 시외버스(금호고속 직행부 중 일부, 광신고속의 광주광역시 - 인천국제공항 등)
  - 시외버스 회사가 고속면허로 인가를 받아 운행하는 전환고속 (금호고속 직행부의 광주광역시 - 부산사상 등)
  - 고속버스 노선이 시외버스로 전환된 전환시외 (동양고속의 서울 - 천안 등)
- 정확한 시기를 알 수는 없지만 동부익스프레스의 단거리 노선도 전환시외버스로 운행되고 있다. (동부익스프레스의 서울 - 용인 서울 - 이천 서울 - 여주가 있다.)
- 그러나 고속버스도 시외버스의 일종이라는 사실은 법적으로도 명확하다.
- 다만 고속버스 면허 노선만의 중요한 특징은 다음과 같다: 대한민국 국토교통부 직접 관할(시외버스는 각 도청 관할), 노선 인가를 차량 수로 관리(시외버스는 운행 횟수로 관리), 우등고속 운임에 부가가치세가 포함되어 있다. 그리고 광역시 및 특별시로 면허지를 지정할 수 없기 때문에, 인근 도 지역의 면허 및 차적으로 번호판이 붙는다.

## 다른 나라의 시외버스

### 미국
미국의 경우, 장거리 간선형 고속도로망이 잘 정비되어 있기 때문에 대도시끼리 연결해주는 시외버스가 있으며, 주로 침대 형태로 운영되는 경우가 있고, 주내 각 도시끼리 연결해주는 시외버스가 있어 지역마다 제각각 다를 수도 있다.

### 중국
중국도 미국과 마찬가지로 침대형 시외버스가 많이 있으나, 한국계 업체인 금호고속이 중국에도 현지 유한공사 형태의 시외버스가 광저우시, 우한시 등 일부 지역을 중심으로 하여 운행하고 있는 것으로 조사되었다.

### 일본
일본은 도로 교통이 철도, 항공과 마찬가지로 운송 체계 역시 잘 정비된 교통망을 유지하고 있어 각 고속도로와 간선도로를 통해 중단거리 장거리 노선 할 것 없이 시외버스를 운영하고 있으나 대한민국에서는 대다수의 업체들이 시트 형태의 구조로 이루어지는 시외버스를 채택한 것과 달리 혼슈에서 규슈, 시코쿠까지 광범위하게 연결되기 때문에 미국과 중국과 같이 침대형 시외버스와 고속버스를 운행하는 경우도 간혹 있다. 자세한 사항은 일본의 버스 교통 문서를 참조하라.

## 같이 보기

### 일반 주제
- 대한민국의 버스 회사 목록
- 스테이지코치 그룹(영어판) - 영국 스코틀랜드 퍼스에 있는 장거리 버스 그룹
  - 메가버스 (유럽)(영어판)
  - 메가버스 (북아메리카)(영어판)
- 고속버스 운행 회사 목록

### 연관 교통수단
- 광역버스
- 관광버스
- 시내버스